# Новосаитово
Новосаи́тово (баш. Яңы Сәйет) — деревня в Ишимбайском районе Башкортостана, входит в состав Кулгунинского сельсовета.

## История

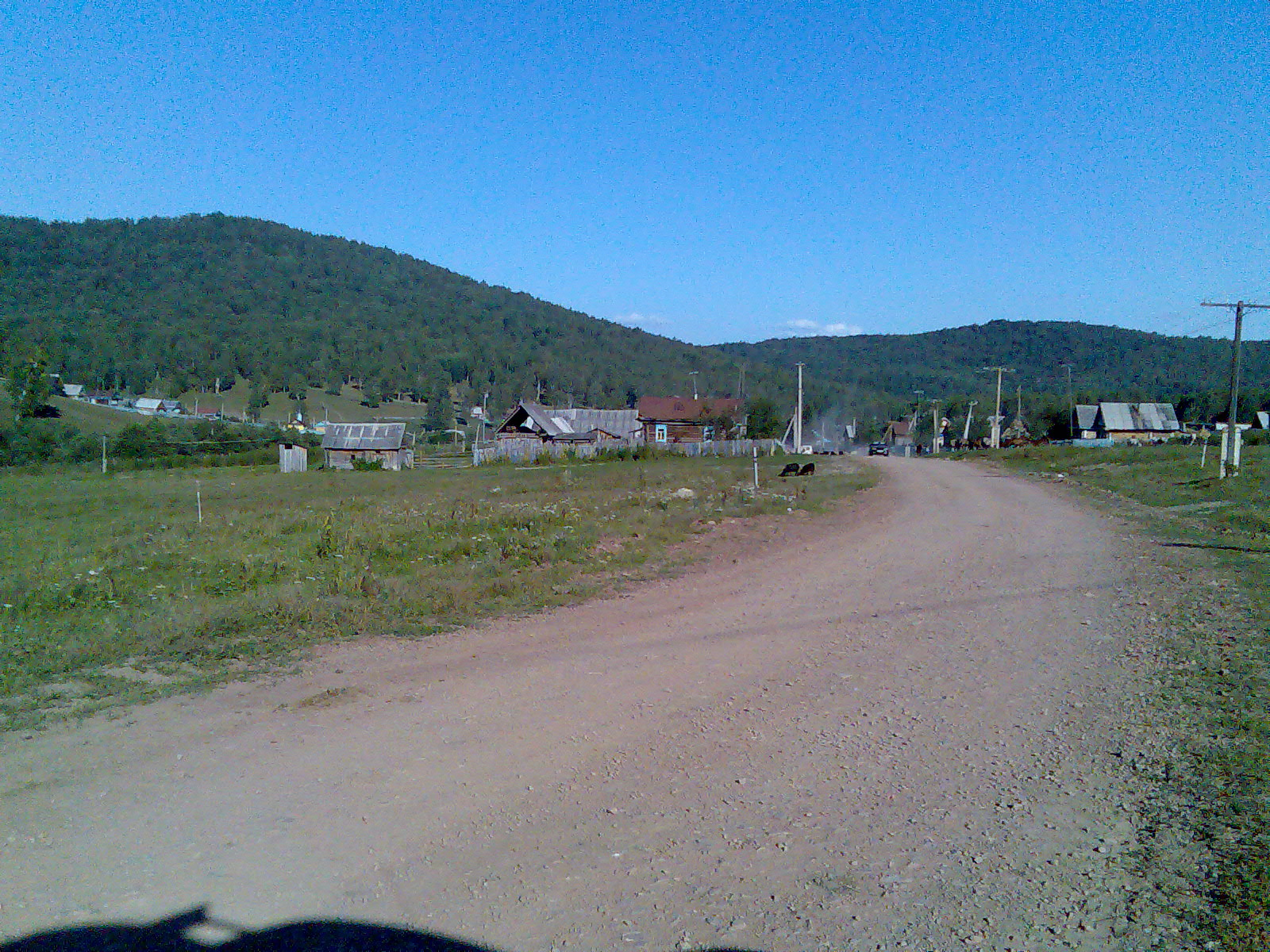
Одна из дорог к Новосаитову

Основана в 40-е гг. XIX в. башкирами д. Сеитово Гирей-Кипчакской волости Стерлитамакского уезда (ныне д.Старосаитово) на собственных землях.
В 1906 году  было 2 бакалейные лавки.

## Население
| 1865 | 1906 | 1939 | 1959 | 1989 | 2002 | 2009 |
| ---- | ---- | ---- | ---- | ---- | ---- | ---- |
| 160  | ↗232 | ↘100 | ↘96  | ↗112 | ↗137 | ↗140 |
| 2010 |      |      |      |      |      |      |
| ↘111 |      |      |      |      |      |      |

Национальный состав
Согласно переписи 2002 года, преобладающая национальность — башкиры (100 %).

## Географическое положение
Расположена на реках Большой Нугуш и Сайбака (бассейн р. Белой).
Расстояние до:
- районного центра (Ишимбай): 105 км,
- центра сельсовета (Кулгунино): 18 км,
- ближайшей ж/д станции (Стерлитамак): 101 км.

## Инфраструктура
Есть начальная школа, фельдшерско-акушерский пункт, клуб.

## Промышленность
Новосаитовцы занимаются скотоводством, лесными промыслами, земледелием.

## Транспорт
Новосаитово находится на трассе Магнитогорск — Стерлитамак, к которой примыкают ряд местных дорог.